# Горно Агларци
Горњи Агларци (мкд. Горно Агларци) су насеље у Северној Македонији, у јужном делу државе. Горњи Агларци припадају општини Новаци.

## Географија
Насеље Горњи Агларци је смештено у јужном делу Северне Македоније. Од најближег већег града, Битоља, насеље је удаљено 18 km источно.
Горњи Агларци се налазе у средишњем делу Пелагоније, највеће висоравни Северне Македоније. Насељски атар је равничарски, док се даље ка истоку издиже Селечка планина. Западно од насеља протиче Црна река. Надморска висина насеља је приближно 590 метара.
Клима у насељу је континентална.

## Становништво
Горно Агларци је равничарско село које се налази на надморској висини од 590 метара. Од града Битоља је удаљено 21 километар. Налази се поред локалног пута који повезује околна села. Село има земљорадничку функцију.
Горњи Агларци су према последњем попису из 2002. године имали 185 становника.
Претежно становништво по последњем попису су етнички Македонци (100%).
Већинска вероисповест је православље.